# جاستین رویلند
جاستین رویلند (انگلیسی: Justin Roiland؛ زادهٔ ۲۱ فوریهٔ ۱۹۸۰) هنرپیشه، پویانما، نویسنده، تهیه‌کننده، کارگردان، توسعه‌دهنده بازی‌های ویدئویی اهل ایالات متحده آمریکا است. وی از سال ۲۰۰۳ میلادی تاکنون مشغول فعالیت بوده‌است.
از فیلم‌ها یا برنامه‌های تلویزیونی که وی در آن نقش داشته‌است می‌توان به فیلم کرمپوس و سریال‌های ریک و مورتی و مخالفان خورشیدی اشاره کرد او در سریال ریک و مورتی صداپیشه دو شخصیت اصلی ریک و مورتی است و در سریال مخالفان خورشیدی صداپیشه شخصیت کوروو است.

## اوایل زندگی
رویلند در در مانتکا، کالیفرنیا بزرگ شد. وی تا سه‌ماهه اول سال ارشد خود در دبیرستان سیرا تحصیل کرد و سپس برای باقی مانده سال ارشد خود به دبیرستان مانتکا منتقل شد و در سال ۱۹۹۸ فارغ‌التحصیل شد. پس از دبیرستان، در کالج Modesto Junior در Modesto، کالیفرنیا شروع به تحصیل کرد.

## اتهامات سوء استفاده
در آگوست 2020، رویلند در ارتباط با یک حادثه ادعایی در ژانویه 2020 در رابطه با زنی ناشناس که در آن زمان با او قرار ملاقات داشت، دستگیر و به اتهام جنایت خانگی و حبس کاذب در اورنج کانتی، کالیفرنیا متهم شد. رویلند پس از اعتراف به بی گناهی به قید وثیقه آزاد شد و دادگاه مقدماتی برای 27 آوریل 2023 برنامه ریزی شده است. اطلاعات مربوط به این رویدادها تا زمانی که NBC News در ژانویه 2023 در مورد این موضوع گزارش داد، عمومی نبود. پس از طرح اتهامات، افراد متعددی با اتهامات خود مبنی بر سوء استفاده از سوی رویلند، از جمله ادعای رفتار غارتگرانه نسبت به خردسالان مطرح شدند. Adult Swim بعداً در همان ماه اعلام کرد که رویلند به دلیل اتهامات وارده از ریک و مورتی اخراج شده است و نقش های او برای فصل های آینده تغییر خواهد کرد. اسکوانچ گیمز تأیید کرد که رویلند در 16 ژانویه 2023، در پی اخبار شنای بزرگسالان، از شرکت استعفا داده است. در 25 ژانویه، تایید شد که او از Solar Opposites و Koala Man نیز حذف شده است که تولید آنها نیز بدون حضور او ادامه خواهد داشت.
در 13 سپتامبر 2023، NBC News گزارش داد که اتهامات بیشتری، این بار در مورد تجاوز جنسی، و ارتباط صریح آنلاین با دختران زیر سن قانونی گزارش شده است، که برخی از آنها به سال 2013 بازمی گردد. وکیل رویلند، اندرو برتلر، به این اتهامات پاسخ داد و آنها را "کاذب و افتراآمیز" خواند.
دن هارمون، خالق ریک و مورتی، در 27 سپتامبر 2023 به این اتهامات پاسخ داد و گفت که "شرمنده و دلشکسته است".

## فیلم‌شناسی

### فیلم
| سال  | نام فیلم                          | نقش                                                           |
| ---- | --------------------------------- | ------------------------------------------------------------- |
| 2006 | Tenacious D: Time Fixers          | Abe Lincoln                                                   |
| 2013 | Underdogs                         | Rippers (voice)                                               |
| 2015 | Krampus                           | Clumpy (voice)                                                |
| 2018 | Seth Rogen's Hilarity for Charity | Char (voice)                                                  |
| 2019 | Invader Zim: Enter the Florpus    | Foodio 3000, Weird Alien #1, Excited Audience Member (voices) |

### سریال
| سال          | نام سریال                                | نقش                                                                        | یادداشت                                                    |  |
| ------------ | ---------------------------------------- | -------------------------------------------------------------------------- | ---------------------------------------------------------- |  |
| 2004         | Cheap Seats without Ron Parker           | Rhonda's Son                                                               | قسمت:1973 Superstars                                       |  |
| 2005         | House of Cosbys                          | Various Voices                                                             | همچنین سازنده نویسنده و تهیه‌کننده اجرایی                   |  |
| 2007         | Acceptable.TV                            | Various                                                                    | همچنین سازنده نویسنده و تهیه‌کننده اجرایی                   |  |
| 2007–2010    | The Sarah Silverman Program              | Blonde Craig, Chant Leader                                                 | ۸قسمت                                                      |  |
| ۲۰۱۰–۲۰۱۴    | Fish Hooks                               | Oscar (voice)                                                              | همچنین نویسنده هم بوده                                     |  |
| ۲۰۱۱–۲۰۱۸    | Adventure Time                           | Earl of Lemongrab, Lemonhope, Various Voices                               | قسمت ۱۴                                                    |  |
| ۲۰۱۲–۲۰۱۵    | Gravity Falls                            | Blendin Blandin, Bobby Renzobbi, Various Voices                            | قسمت ۷                                                     |  |
| ۲۰۱۳         | Out There                                | Chris Novak (voice)                                                        | قسمت ۱۰                                                    |  |
| 2013–present | Rick and Morty                           | [[Rick Sanchez (Rick and Morty)\|Rick Sanchez, Morty Smith, Various Voices | نویسنده، تهیه‌کننده اجرایی، و کارگردان                      |  |
| ۲۰۱۵         | The Simpsons                             | Rick Sanchez, Morty Smith (voices)                                         | قسمت: "Mathlete's Feat"                                    |  |
| ۲۰۱۵         | Community                                | Ice Cube Head (voice)                                                      | قسمت: "Emotional Consequences of Broadcast Television"     |  |
| ۲۰۱۵         | Aqua Teen Hunger Force                   | Honest Abe Lincoln's Hot Links Mascot (voice)                              | قسمت: "Mouth Quest"                                        |  |
| ۲۰۱۵–۲۰۱۷    | Pig Goat Banana Cricket                  | Psychopath Giraffe, Radical Rick, Customer (voices)                        | ۷ قسمت                                                     |  |
| ۲۰۱۵         | Yo Gabba Gabba!                          | Sea Queen (voice)                                                          | قسمت: "Mermaids"                                           |  |
| ۲۰۱۶         | Animals.                                 | H&M (voice)                                                                | قسمت: "Cats"                                               |  |
| ۲۰۱۶         | Future-Worm!                             | Homework Android (voice)                                                   | ۱ قسمت                                                     |  |
| ۲۰۱۷         | Mystery Science Theater 3000: The Return | —                                                                          | نیسنده: "Reptilicus"                                       |  |
| ۲۰۱۸–۲۰۱۹    | Hot Streets                              | Chubbie Webbers (voice)                                                    | همچنین تهیه‌کننده اجرایی                                    |  |
| ۲۰۱۸         | Robot Chicken                            | Various Voices                                                             | قسمت: "۳ ۲ ۱ ۲ ۳۳۳، ۲۲۲، ۳…۶۶?"                            |  |
| ۲۰۱۸         | 70th Primetime Emmy Awards               | Rick Sanchez, Morty Smith (voices)                                         | ویژه تلویزیون                                              |  |
| ۲۰۱۹         | Star vs. the Forces of Evil              | Doop-Doop (voice)                                                          | ۲ قسمت                                                     |  |
| 2020–present | Solar Opposites                          | Korvo (voices)                                                             | همچنین نویسنده تهیه‌کننده اجرایی و کارگردان این برنامه بوده |  |